# Бучковский, Леонард
Леона́рд Бучко́вский (пол. Leonard Buczkowski; 5 августа 1900, Варшава, Варшавская губерния, Царство Польское, Российская империя, ныне Польша — 19 февраля 1967, там же) — польский кинорежиссёр и сценарист.

## Биография
В 1920—1922 годах изучал актёрское мастерство на театральных курсах Станислава Высоцкого. В кино с 1922 года. Делал репортажи, снимался как актёр. Затем несколько лет работал ассистентом режиссёра Виктора Беганьского. В 1928 году дебютировал как режиссёр («Безумцы»). Часто экранизировал польскую литературную классику. После 1945 года снимал документальные и короткометражные фильмы. Автор первого послевоенного польского полнометражного игрового фильма «Запрещённые песенки» (1947). Снимал как комедии, психологические драмы так и другие популярные жанры.
Был женат на актрисе Барбаре Орвид.
Похоронен на кладбище Воинские Повонзки.

## Фильмография

### Режиссёр
- 1928 — Безумцы[1] / Szaleńcy
- 1930 — Звёздная эскадра / Gwiaździsta eskadra
- 1931 — Шахта Л23 / Szyb L-23
- 1935 — Рапсодия Балтики / Rapsodia Bałtyku
- 1936 — Верная река / Wierna rzeka (по Стефану Жеромскому)
- 1936 — Страшный двор / Straszny dwór (по опере Станислав Монюшко «Зачарованный замок»)
- 1938 — Флориан / Florian
- 1939 — Белый негр / Biały Murzyn
- 1939 — Завещание профессора Вильчура / Testament profesora Wilczura
- 1945 — Лодзь 1939-1945 / Lódz 1939-1945
- 1946 — Запрещённые песенки / Zakazane piosenki
- 1946 — В крестьянские руки / W chłopskie ręce
- 1948 — Сокровище / Skarb (в советском прокате «Моё сокровище»)
- 1950 — Первый старт / Pierwszy start
- 1953 — Приключение на Мариенштате / Przygoda na Mariensztacie
- 1955 — Дело пилота Мареша / Sprawa pilota Maresza
- 1957 — Дождливый июль / Deszczowy lipiec
- 1959 — Орёл / Orzeł
- 1961 — Минувшее время / Czas przeszły
- 1963 — Беспокойная племянница / Smarkula
- 1964 — Прерванный полёт / Przerwany lot
- 1966 — Марыся и Наполеон / Marysia i Napoleon

### Сценарист
- 1931 — Шахта Л23 / Szyb L-23
- 1939 — Белый негр / Biały Murzyn
- 1945 — Лодзь 1939-1945 / Lódz 1939-1945
- 1955 — Дело пилота Мареша / Sprawa pilota Maresza
- 1957 — Эскизы углём / Szkice węglem
- 1957 — Дождливый июль / Deszczowy lipiec
- 1959 — Орёл / Orzeł
- 1961 — Минувшее время / Czas przeszły
- 1963 — Беспокойная племянница / Smarkula
- 1966 — Марыся и Наполеон / Marysia i Napoleon

### Актёр
- 1923 — Любовные приключения барышни / Awantury miłosne panny D.
- 1924 — Пули, которые не попадают / Kule, które nie trafiają

## Награды

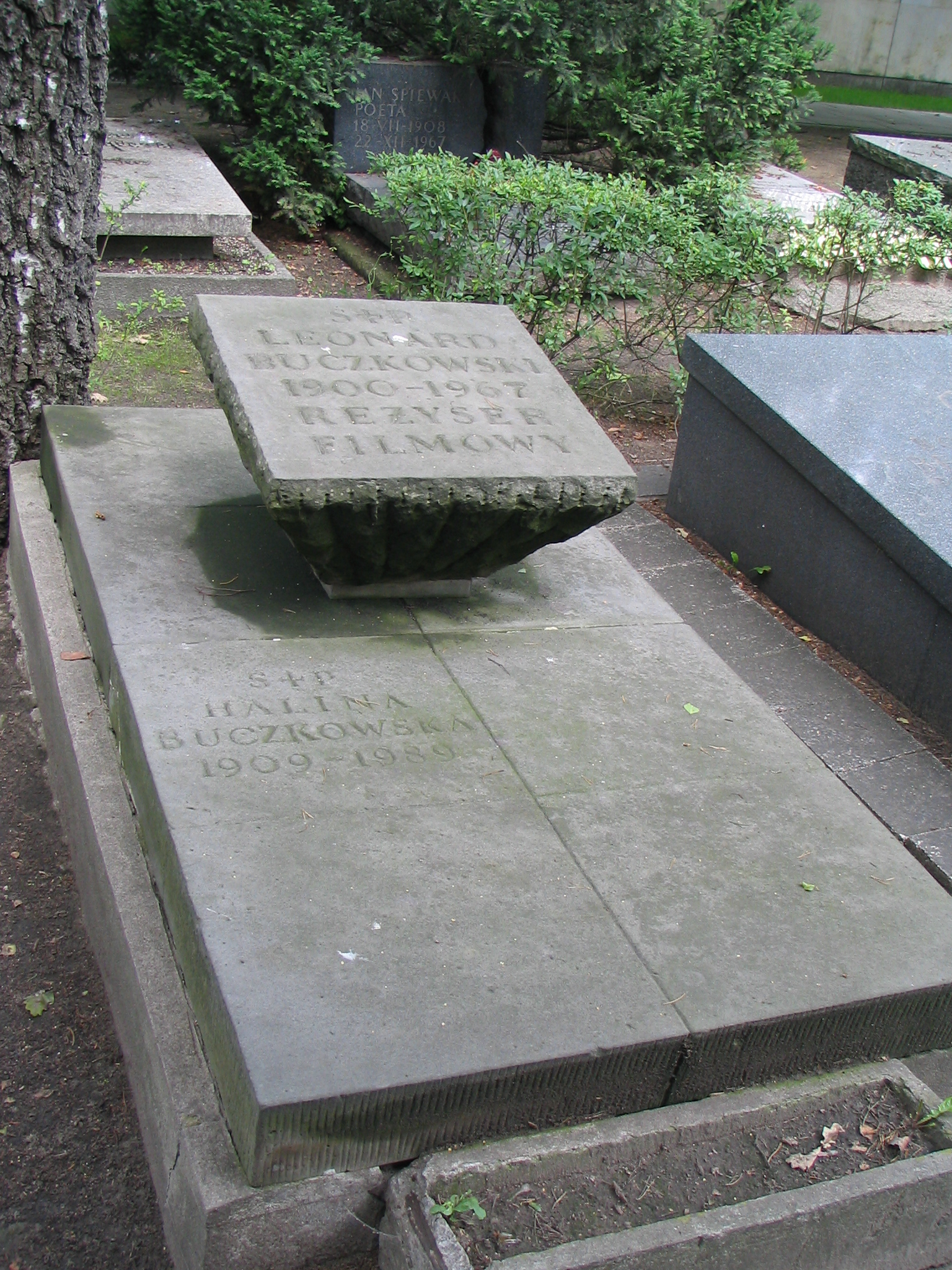
Могила Леонарда Бучковского на кладбище Воинские Повонзки

- 1929 — Золотая медаль Всемирной выставки в Барселоне («Безумцы»)
- 1949 — премия международного кинофестиваля в Марианске-Лазне («Сокровище»)
- 1959 — номинация на Главный приз Первого Московского международного кинофестиваля («Орёл»)